# Mereto di Tomba
Mereto di Tomba (furlanisch: Merêt di Tombe) ist eine nordostitalienische Gemeinde (comune) mit 2519 Einwohnern (Stand 31. Dezember 2023) in der Region Friaul-Julisch Venetien. Die Gemeinde liegt etwa 18 Kilometer westlich von Udine am Corno.